# Dinocheirus horricus
Dinocheirus horricus är en spindeldjursart som beskrevs av Nelson och Manley 1972. Dinocheirus horricus ingår i släktet Dinocheirus och familjen blindklokrypare. Inga underarter finns listade i Catalogue of Life.